# Кавказькі німці

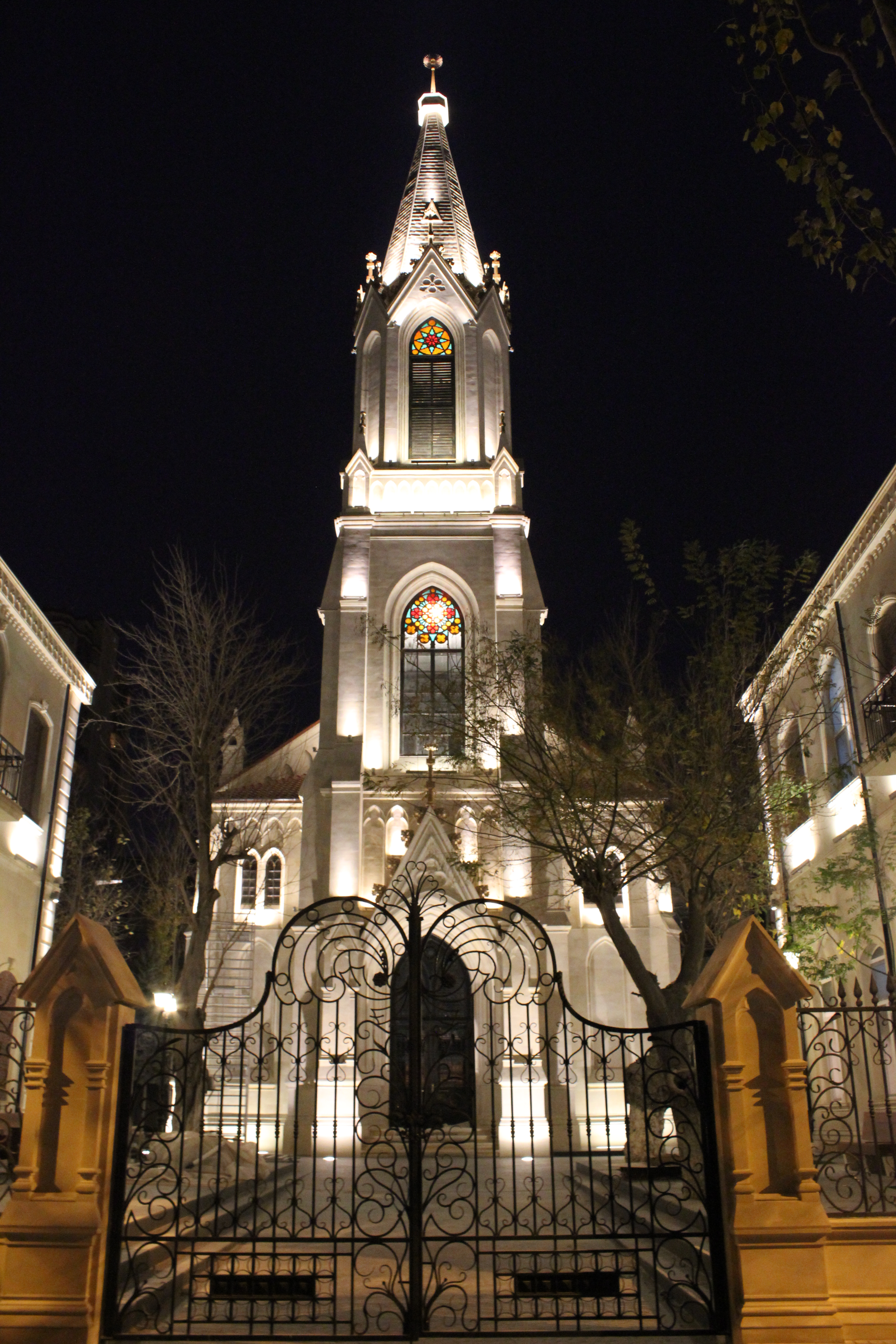
Церква Спасителя, німецька церква в Баку, Азербайджан

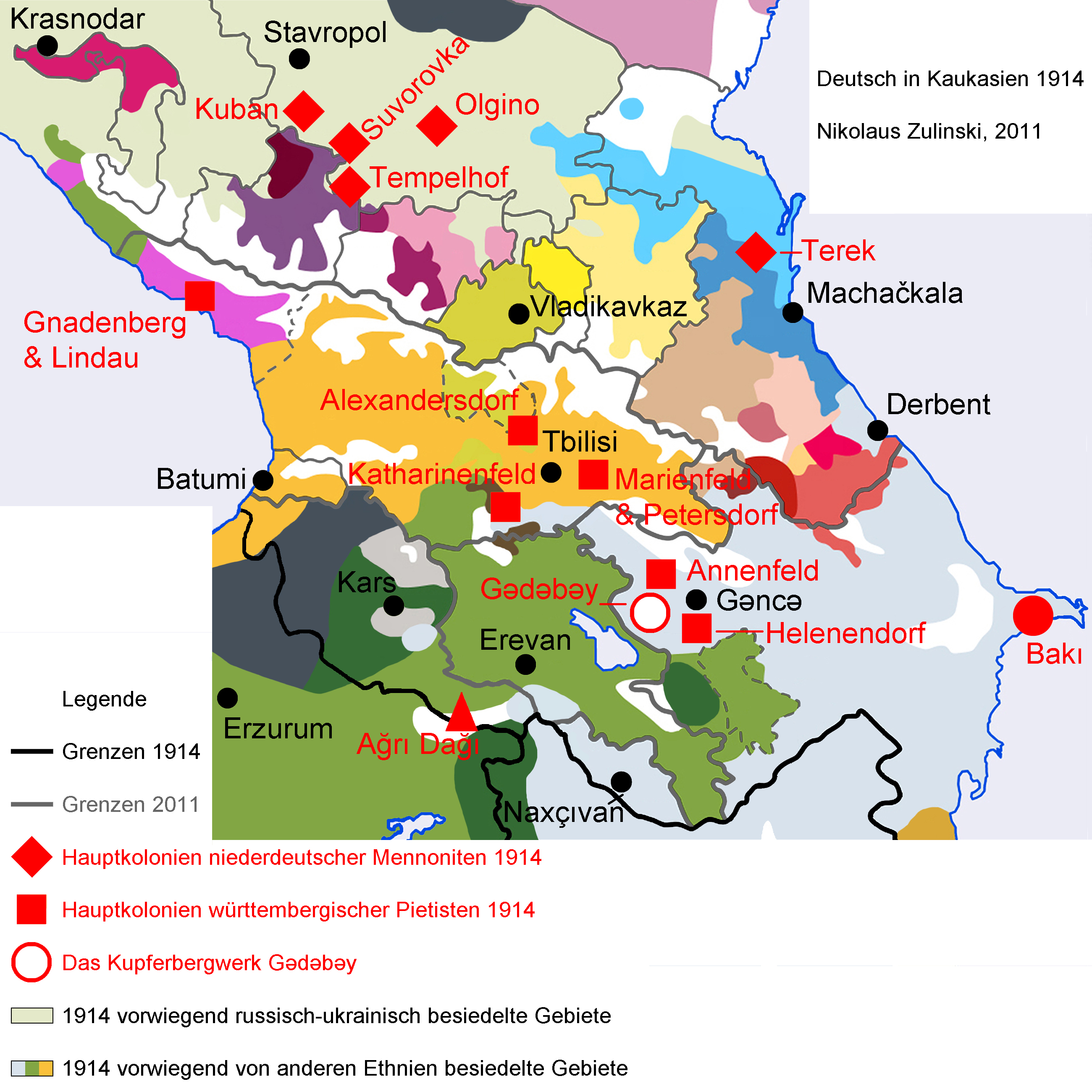
Німці на Кавказі, 1914 рік

Німці Кавказу (Кавказькі німці, нім. Kaukasiendeutsche) — етнічні німці Російської імперії та Радянського Союзу, які оселилися в регіонах Кавказу.
Німці мігрували на Кавказ в першій половині 19 століття, німецькі колонії існували на Північному Кавказі, в Грузії, Азербайджані та Вірменії. У Закавказзі переважали швабські емігранти, на Північному Кавказі — поволзькі німці, які розмовляли гессенським діалектом. Наприкінці 19 століття на Північному Кавказі оселилися баварські та вюртемберзькі протестанти-хіліасти.
У 1941 році більшість з них були депортовані до Центральної Азії та Сибіру. Після смерті Сталіна в 1953 році і початку хрущовської відлиги кавказьким німцям було дозволено повернутися, хоча лише деякі з них повернулися. Значна частина німців асимілювалася, а після 1991 року емігрувала до Німеччини. Сьгоднішні громади становлять лише малу частку того, чим вони була колись, багато німецьких будівель і церков досі збереглися, а деякі з них перетворені на музеї.

## Історія

### Походження
Перемога Російської імперії під проводом Катерини II у російсько-турецькій війні 1768—1774 років забезпечила її експансію на Кавказ. Це також створило потребу в заселенні цих земель російськими підданими, щоб прискорити їхнє освоєння. Наприкінці 18 століття уряд дозволив сім'ям німців Поволжя оселитися на Кубані. Однак погана інфраструктура, неорганізованість чиновників, відповідальних за заселення, і небажання військових заселяти ці землі неросіянами були перешкодою для стійкої і постійної міграції німців. У 1815 році, беручи участь у Віденському конгресі, російський цар Олександр I відвідав Штутгарт, місто у рідному королівстві його матері Вюртемберг. Побачивши утиски, яких зазнавали місцеві селяни через приналежність до різних нелютеранських протестантських сект або через участь у сепаратистських рухах, він розпорядився переселити їх до російського Закавказзя, щоб утворити сільськогосподарські колонії.

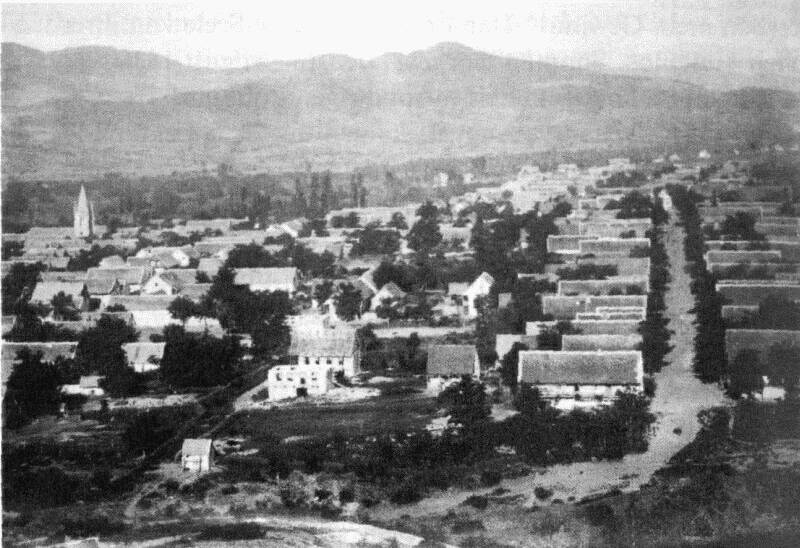
Катаріненфельд (нині Болнісі, Грузія)

### Початок 19-го століття

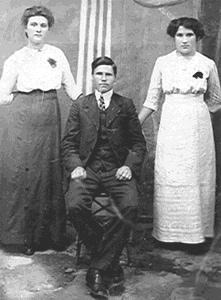
Німці з Хеленендорфа (сучасний Гёйгюль, Азербайджан) у ХІХ — на початку XX ст.

21 вересня 1818 року група швабських німців заснувала перше німецьке поселення в Закавказзі — Марієнфельд — поблизу столиці Грузії Тифліса (Тбілісі), вздовж Кахетинського шосе, що нині є частиною Сартічала. Через два місяці інша група колоністів заснувала ще одне поселення в Грузії на березі річки Асуреті і назвала його Єлизаветталем, на честь дружини імператора Єлизавети Олексіївни (нині Асуреті в грузинській провінції Квемо-Картлі). Протягом наступного року на сході Грузії було засновано ще п'ять колоній: Новий Тифліс (пізніше Михайлівський проспект, нині частина проспекту Давида Агмашенебелі в Тбілісі), Александрсдорф на лівому березі Кури (нині район проспекту Акакія Церетелі в Тбілісі), Петерсдорф (поблизу Марієнфельда, нині частина Сартічала) і Катаріненфельд (нині Болнісі). Ще три колонії були засновані в Абхазії: Нойдорф, Гнаденберг і Ліндау.
До кінця 1840-х років на Північному Кавказі існувало п'ять німецьких колоній. Хвилі міграції (особливо до Області Війська Донського) зростали з другої половини 19 століття, коли в Росії почався капіталістичний вплив на сільське господарство. Німці іммігрували не лише з регіонів, прилеглих до Волги, але й з Причорномор'я та Німеччини. Більшість цих німців дотримувалися різних течій протестантизму: більшість були лютеранами, менонітами або баптистами. Римо-католики становили меншість і проживали в шести колоніях.
Взимку 1818—1819 років 194 швабські родини, переважно з Ройтлінгену, прибули з Тифлісу до Єлизаветполя (Гянджі) у східному Закавказзі. Вони отримали землю за 6 кілометрів на захід від міста і влітку 1819 року заснували містечко Геленендорф (Гойголь). Інше німецьке поселення, місто Анненфельд (пізніше об'єднане з містом Шамкір), було засноване майже одночасно за 40 кілометрів від Геленендорфа.

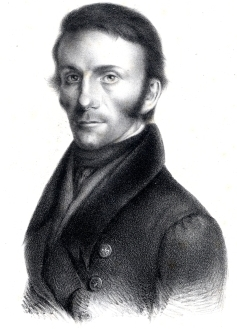
Німецький дослідник Балтії Фрідріх Парро відвідав Катаріненфельд і Елізабетталь під час своєї експедиції на гору Арарат у 1829 році.

Німці стали активною та добре інтегрованою громадою в російському Закавказзі. На відміну від поселення російських релігійних меншин, німецькі колонії розташовувалися в «економічно вигідніших місцях, поблизу міст або важливих транспортних шляхів». Для кавказьких адміністративних центрів стало «типовим явищем мати аграрну німецьку колонію-супутник». За словами Чарльза Кінга, «ряди дерев вишикувалися вздовж головних вулиць» німецьких колоній поблизу Тифліса. «Школи і церкви, які вели свої справи німецькою мовою, пропонували освіту і духовне виховання. Пивні сади забезпечували головну розвагу». У східному Закавказзі німецькі колоністи в переважній більшості були двомовними — азербайджанською мовою, тоді як російська мова офіційно викладалася в школах з кінця 19 століття. Долма, традиційна страва на Кавказі та Близькому Сході, популярна серед усіх кавказьких народностей, стала такою ж звичною для кавказьких німців, як і традиційні німецькі страви.

Прибалтійський німецький натураліст і дослідник Фрідріх Паррот зустрів швабських поселенців поблизу Тифліса під час своєї експедиції на гору Арарат у 1829 році. Він склав список їхніх поселень і особисто відвідав Катаріненфельд та Елізабетталь, описавши їх:
Ці колонії можна з першого погляду визначити як німецькі за стилем будівництва, обробітку землі, возами та возами, меблями та посудом, способом життя, костюмами та мовою. Тому вони сильно контрастують із селами тубільців, і це дуже на їхню користь, особливо в очах того, хто деякий час жив, як це було у випадку з нами, цілком серед останніх. […] Нарешті, після п'яти годин їзди верхи, я помітив високо на лівому березі річки [тобто Храмі] ознаки німецької колонії: це були білі будинки правильної форми, з гарними вікнами, дверима та коньковим каменем на даху. Я радісно під'їхав і побачив, що це і є Катаріненфельд.

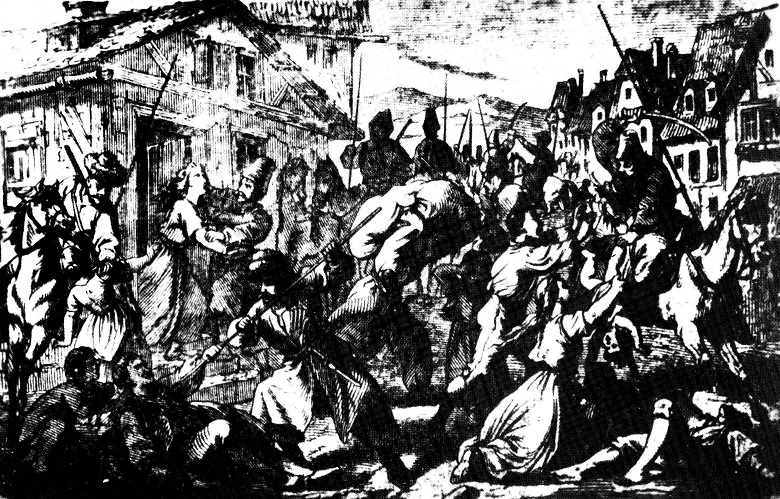
Напад на Катериненфельд 14 серпня 1826 року під час російсько-перської війни

Колонії постраждали під час російсько-перської війни 1826-28 років. У 1826 році на багато поселень здійснили набіги мародерські курди, які, за словами Паррота, вбили 30 осіб з 85 сімей Катаріненфельда і захопили в полон ще 130. Половина з них ще не повернулася під час візиту натураліста у 1829 році. Під час відвідин великого базару в Ерівані (Єревані) з Хачатуром Абовяном (вірменським письменником і національним громадським діячем) Паррот зустрів «двох вюртемберзьких жінок з п'ятьма дітьми», які «розмовляли між собою на справжньому швабському діалекті». Вони були з Катаріненфельда, і Папуга вирішив розповісти їхнім родичам про їхнє місцезнаходження. Коли Папуга відвідав село і розповів колоністам новину, його дуже добре прийняли. Дві жінки, яких він зустрів в Ерівані, повернулися з порівняно легкого полону у «багатого татарського вождя», де їх примушували прийняти іслам. Паррот припустив, що інші могли бути продані в рабство вглиб турецької території. Крім того, він розповів про випадок, коли чоловік отримав листа від своєї дружини, яка в полоні вийшла заміж за перського священнослужителя і тому дозволила йому одружитися вдруге.

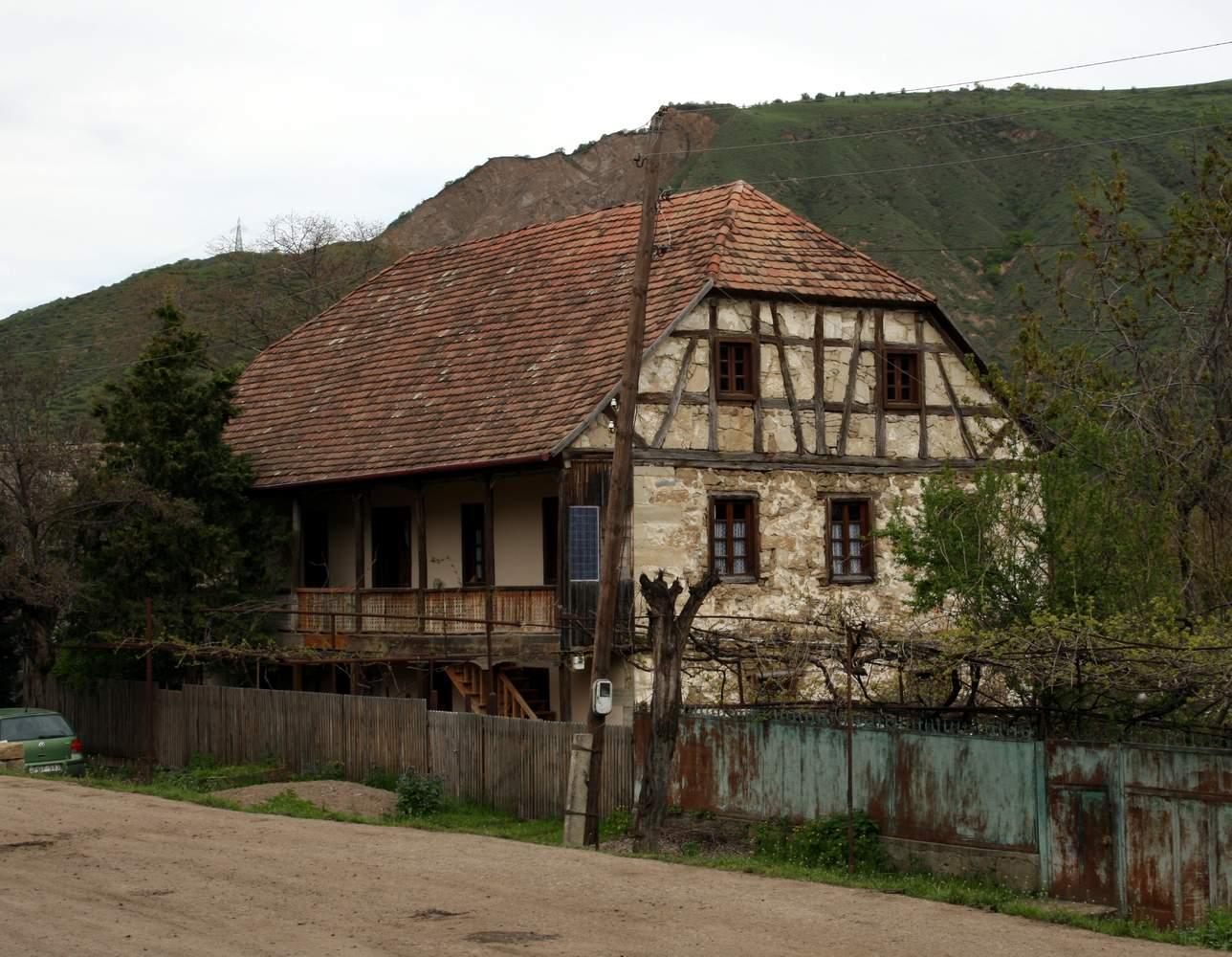
Типовий фахверковий німецький будинок в Асуреті, Грузія (історичний Елізабеттал)

Деякі німці добровільно переїхали далі на південь, до російської Вірменії. Ті, хто приїхав з Вюртемберга, були натхненні ідеєю зустріти кінець світу біля підніжжя гори Арарат. На запрошення Папуги вірменський письменник Абовян вступив до німецькомовного Дерптського (Тартуського) університету в сучасній Естонії. Він став германофілом і після повернення на Кавказ одружився в Тифлісі з німкенею Емілією Лоозе. Вони переїхали до рідної для Абовяна Вірменії і «завели повністю німецьке господарство».
Під час своєї подорожі на Кавказ під час російсько-турецької війни 1828—1829 років російський письменник Олександр Пушкін відвідав одну з німецьких колоній поблизу Тифліса і записав свої враження у «Подорожі до Арзрума». Він пообідав там, але не був вражений ні їжею, ні пивом. «Ми пили пиво, яке там роблять, з дуже неприємним смаком, і заплатили дуже багато за дуже поганий обід», — писав він.
У 1843 році під час свого візиту до російського Закавказзя німецький барон Август фон Гакстгаузен також відвідав німецькі колонії Грузії та Тифліського регіону і детально описав їхні сільськогосподарські практики. Він переказав розповідь Моріца фон Коцебу про невдале релігійне паломництво німецьких колоністів до Єрусалиму, яке очолювала жінка, що «знала всю Біблію напам'ять, від початку до кінця» і «здійснювала якийсь магічний вплив на всіх навколо». Під час подорожей Кавказом Гакстгаузена супроводжував Петер Ной, швабський колоніст з Тифлісу, який мав «неабиякий мовний геній і знав з десяток європейських та азійських мов — німецьку, французьку, російську, черкеську, татарську, турецьку, вірменську, грузинську, перську, курдську та інші мови». Крім того, він «володів багатим даром поетичної уяви і мав невичерпну скарбницю міфів, легенд і народних пісень, зібраних з усіх країн, які він відвідав». Ной супроводжував Гакстгаузена, Хачатура Абовяна та дядька Абовяна Арутюна під час візиту до єзидської громади Вірменії. Гакстхаузен, Абовян і Ной також відвідали центр Вірменської Апостольської Церкви в Ечміадзині, а Ной супроводжував Гакстхаузена під час екскурсії на територію сучасної Південної Осетії.

### Пізня імперська доба
Додаткові німецькі колонії були засновані у Східному Закавказзі протягом другої половини 19 століття та на початку 20 століття. У Тифліській губернії станом на 1926 рік загалом 9 000 німців мешкали в колоніях Александровсдорф (нині частина Дідубе, Тбілісі), Александровсільф (нині Тріанеті), Блюменталь (пізніше Чапаєвка, нині Кавта), Елізабетталь (нині Асуреті), Фрейденталь (нині частина Сартічала), Георгсталь (нині Дзвелі-Канда), Гнаденберг (нині Дзігута), Грюнталь (пізніше Ахалі-Ульянівка, нині Руїсболо), Гоффнунгсталь (нині Ахалшені), Катаріненфельд, Ліндау (нині Ліндава), Марієнфельд (нині частина Сартіхали), Марнаул (нині частина Марнеулі), Нойдорф (нині Ахалсопелі), Новий Тифліс (нині частина Кукіа та Чугуреті, Тбілісі), Петерсдорф (нині частина Сартічала), Штайнфельд (нині Котіші), Траубенберг (нині Тамарісі), Вальдгайм (нині Іпнарі) та Візендорф (нині Ахалі Марабда).
Починаючи з 1880-х років, окрім Гелендорфа та Анненфельда, ще шість німецьких колоній утворили Єлисаветпольську губернію: Георгсфельд у 1888 році, Олексіївка у 1902 році, Грюнфельд та Айхенфельд у 1906 році, Траубенфельд у 1912 році та Єлисаветінка у 1914 році. Вони були заселені переважно нащадками німців з двох старих колоній Геленендорф і Анненфельд. До 1918 року, за даними німецького консула в Константинополі, в цих колоніях проживало загалом 6 000 німців. Геленендорф став головним духовним центром для німців восьми колоній. Найстаріша лютеранська церква на території сучасного Азербайджану, церква Святого Іоанна, була побудована в цьому місті в 1857 році. Інші лютеранські церкви були побудовані в Гадабаї, Шамахі, Єлизаветполі, Баку та Анненфельді у 1868, 1869, 1885, 1897 та 1911 роках відповідно. На церемонії закладання першого каменя німецької церкви Спасителя в Баку були присутні Емануель Нобель, брат Альфреда Нобеля, та інші представники міської еліти.
Процвітаюча нафтова промисловість Баку приваблювала багатьох людей з усього Кавказу. До 1903 року німецьке населення міста зросло до 3 749 осіб (2,4 % від усього населення міста на той час) і складалося здебільшого з вихідців з первісних німецьких колоній. Ніколаус фон дер Нонне, етнічний німець, який працював у Баку з 1883 року, був мером Баку з 1898 по 1902 рік. Зокрема, Ріхард Зорге, відомий етнічний німецько-радянський шпигун, народився в передмісті Баку в 1895 році. Його батько був німецьким гірничим інженером, який працював на Кавказьку нафтову компанію. Зорге вважається одним з найкращих радянських розвідників в Японії до і під час Другої світової війни і посмертно був проголошений Героєм Радянського Союзу. Місто Баку присвятило йому пам'ятник і парк.

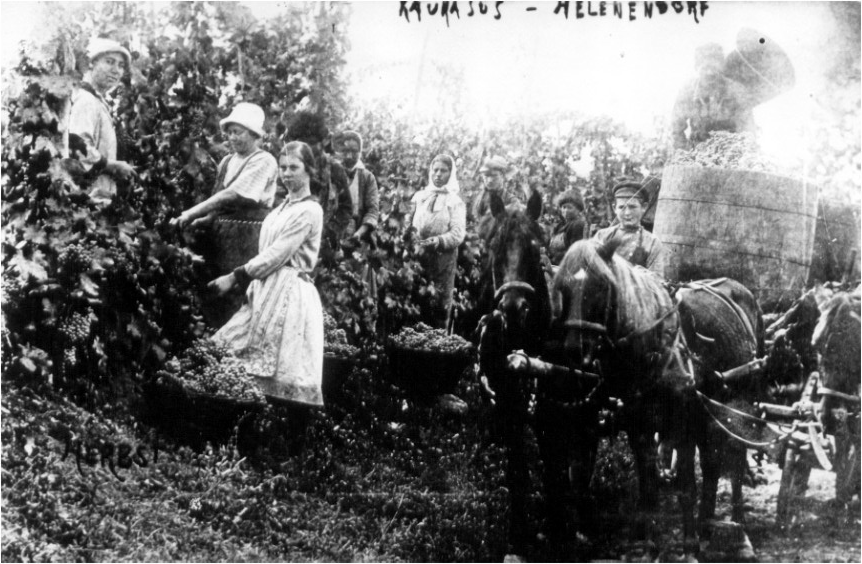
Збір винограду в Хеленендорфі (Гойголь), бл. 1900 рік

Німці Єлизаветпольської губернії, яких місцеве азербайджанське населення зазвичай називало «немсами» або «лемами» (від російського «немец» — «німець»), традиційно займалися сільським господарством. Однак, починаючи з 1860 року, виноградарство набуває все більшого значення в житті німецьких сільськогосподарських громад. До кінця 19 століття 58 % виноробства регіону виробляли брати Ворер і брати Гуммель з Геленендорфа.
У 1865 і 1883 роках Сіменс побудував два мідеплавильні заводи в Гадабаї та гідроелектростанцію в Галаканді. У 1860-х роках компанія розпочала видобуток кобальту в Дашкасані та побудувала дві електростанції в Баку. Заводи Сіменса були офіційно закриті в 1914 році, коли Російська імперія вступила в Першу світову війну проти Німеччини, а царський уряд заборонив усі німецькі підприємства в Росії.
Після російсько-турецької війни 1877—1878 років імперська Росія анексувала Карську область від Османської імперії. Царський уряд розпочав кампанію з заселення новоствореної Карської області «благонадійним» населенням, у тому числі німцями. У 1891 році кілька німецьких родин були переселені до Карсу з колонії Александровсільф під Тифлісом і заснували село Петрівка. Його населення залишалося відносно невеликим і до 1911 року складало близько 200 осіб. Ще дві колонії в губернії, Владикарс і Естонка, були засновані між 1911 і 1914 роками. Ці поселення проіснували недовго. Через російсько-османське військове протистояння на початку Першої світової війни більшість німецьких поселенців з Карської області були евакуйовані до Ейхенфельду. Сама ж Карська область згодом була анексована Туреччиною за Московським і Карським мирними договорами.

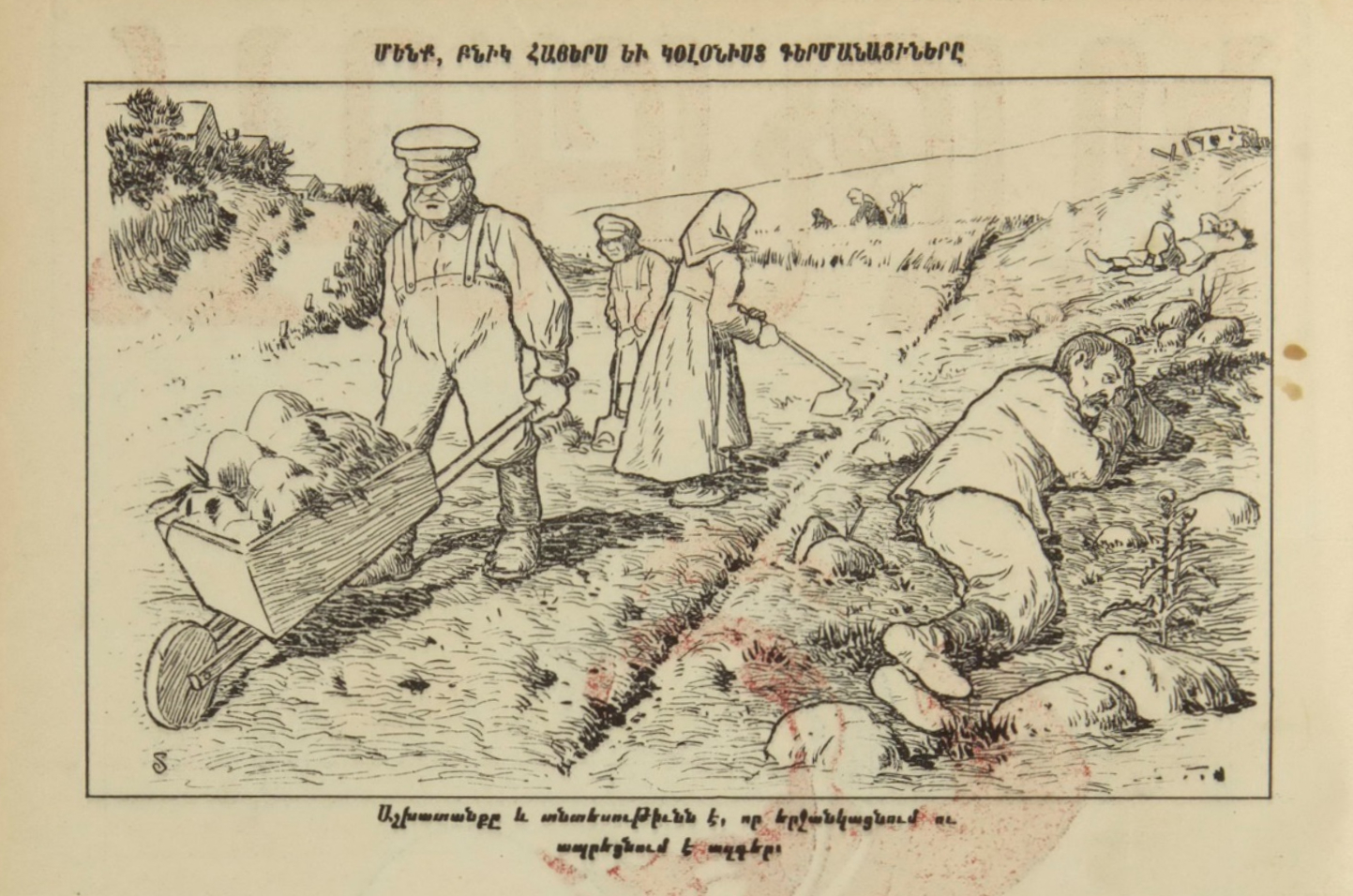
Карикатура на сприйняття німецьких колоністів із заголовком «Ми, місцеві вірмени і німецькі колоністи» з вірменського сатиричного журналу «Хатабала» (1907, № 43/71)

З 1906 по 1922 рік барон Курт фон Кутшенбах видавав у Тифлісі німецькомовну газету «Kaukasische Post». Вона називала себе «єдиною німецькою газетою на Кавказі». Головним редактором був письменник, журналіст і кавказознавець Артур Лейст.
Після початку Першої світової війни спроби російського уряду русифікувати німецькі колонії на Кавказі викликали місцеву реакцію. Після російської революції 1917 року та утворення Закавказької федерації німецькі колоністи сформували Закавказьку німецьку національну раду (Transkaukasischer Deutscher Nationalrat) зі штаб-квартирою в Тифлісі. У травні 1918 року Закавказька федерація розпалася і були створені недовговічні республіки Грузія, Азербайджан і Вірменія. Німецькі колоністи прагнули зберегти свої громади на тлі потрясінь Громадянської війни на Кавказі. У недовготривалій Азербайджанській Демократичній Республіці сторіччя Геленендорфа було відзначено публічним святкуванням у громаді. Німецька громада також була представлена в парламенті республіки Лоренцом Куном, бізнесменом нафтової промисловості, який народився в Геленендорфі.

### Радянський період

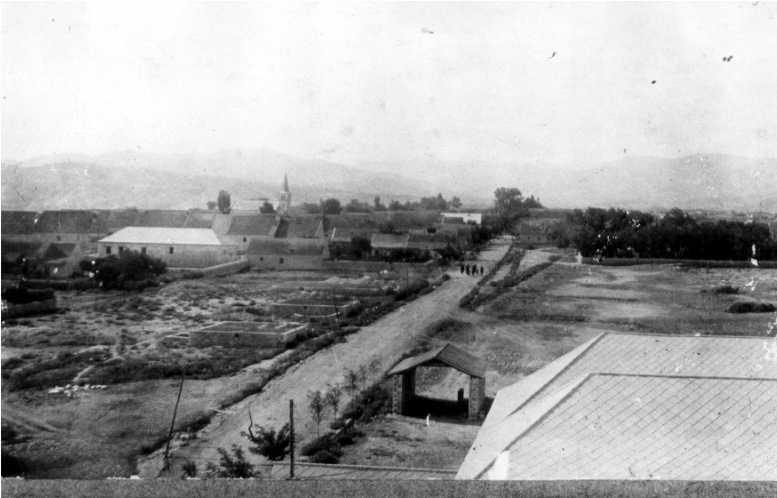
Вид на Анненфельд (в межах сучасного Шамкира, Азербайджан) бл. 1900 рік

Після перемоги більшовиків у Громадянській війні в Росії та радянізації Кавказу нова радянська влада спочатку демонструвала прихильне ставлення до мультикультуралізму в епоху Нової економічної політики (НЕП). Культурні та мовні права етнічних груп заохочувалися радянською владою відповідно до політики коренізації (націоналізації) радянських національностей. У 1926 році в радянському Азербайджані було сім державних початкових шкіл з німецькою мовою викладання. Перший Всесоюзний перепис населення Радянського Союзу 1926 року показав, що 93 915 кавказьких німців проживали в Північно-Кавказькому регіоні Російської РСФРР. У Закавказькій РСР 13 149 німців проживали в Азербайджанській РСР, 12 047 — у Грузинській РСР і 104 — у Вірменській РСР. Ситуація змінилася з приходом до влади Йосипа Сталіна. До середини 1930-х років радянський уряд поступово наказав змінити всі німецькомовні топоніми. Примусова колективізація сільського господарства в рамках першої п'ятирічки та спричинений нею голод 1932-33 років дуже сильно вдарили по Північному Кавказу та місцевій німецькій громаді.
Після вторгнення нацистської Німеччини до Радянського Союзу в червні 1941 року кавказькі німці були депортовані радянською владою до Центральної Азії та Сибіру під приводом їхньої лояльності до Німеччини, хоча це було не так. За даними дослідника Павла Поляна, більшість кавказьких німців (приблизно 190 000 осіб) були депортовані з Північного і Південного Кавказу до Казахстану і Сибіру з вересня 1941 року по червень 1942 року.

Депортованим дозволили взяти дуже мало багажу, майже ніякої їжі, а потім вони повинні були пройти подорож через Каспійське море до таборів Центральної Азії. Їм сказали, що подорож триватиме лише кілька днів, але багато кораблів ходили туди і назад місяцями, що призвело до масової смерті від голоду і клімату, особливо серед дітей, людей похилого віку і хворих. На одному кораблі, що перевозив депортованих, близько 775 німців замерзли до смерті. Очевидно, морські чиновники не мали чітких інструкцій щодо висадки депортованих у конкретному пункті призначення, і їм було заборонено висаджувати їх деінде. Зрештою, вони прибули залізницею в район озера Балхаш у Казахстані. Ці тортури можна частково пояснити плутаниною, спричиненою війною, але, що важливіше, типовим бездушним ставленням до політичних в'язнів з боку сталінського режиму, якому було байдуже, чи живі в'язні, чи мертві. Наступне свідчення очевидця розповідає про жахливу історію евакуації кораблем:
Протягом двох місяців етнічних німців з Кавказу безглуздо тягали туди-сюди по Каспійському морю, і все більше людей, особливо дітей, помирали від голоду. Їх просто викидали за борт. Мій чотирирічний син також був викинутий туди. Мій другий син, якому було сім років, побачив це. Він схопив мене за спідницю і зі сльозами на очах благав: «Мамо, не дай їм кинути мене у воду. Благаю тебе, залиш мене живим, і я завжди буду з тобою і буду піклуватися про тебе, коли виросту»… Я завжди плачу, коли згадую, що він теж помер від голоду і був викинутий за борт, чого він так боявся.
Єдиними, хто не підлягав депортації, були німецькі жінки (та їхні нащадки), які були одружені з не німцями. Незабаром після смерті Сталіна в 1953 році і приходу до радянського керівництва Микити Хрущова заборона на повернення більшості депортованих народів до своїх домівок була знята. Однак відносно небагато німців повернулося до Кавказького регіону. До 1979 року на Північному та Південному Кавказі проживало лише 46 979 німців.

### Історія з 1991 року
Після розпаду Радянського Союзу в 1991 році інтерес до кавказької німецької громади на пострадянському просторі відновився.

#### Болнісі, Грузія
Перепис населення 2014 року зафіксував лише двох німців, які проживають у муніципалітеті Болнісі. Німецьке міське кладовище було зрівняне з землею за часів Сталіна і сьогодні відзначене меморіалом, що вшановує пам'ять німецьких колоністів. Останнім часом у Грузії зростає інтерес з боку місцевої молоді до німецької спадщини. Часто це бажання тісно пов'язане з протестантськими переконаннями, тому Новоапостольська церква інтенсивно працює з цією молоддю в рамках своїх регулярних молодіжних програм.

#### Азербайджан
В Азербайджані німці, що залишилися, зосереджені в столиці Баку, і багато хто з них належить до Євангелічно-Лютеранської громади, відновленої і офіційно зареєстрованої на початку 1990-х років. Останній німецький мешканець Гойгола (Геленендорфа), Віктор Кляйн, помер у 2007 році. На сьогодні в місті налічується понад 400 будівель, будівництво яких датується німецьким періодом. У 2015 році, згідно із заповітом Кляйна, його родинний будинок, побудований його дідом у 1886 році, був перетворений на Музей історії німців Кавказу. У колишній лютеранській церкві Гянджі з 1986 року розміщується Гянджинський державний театр ляльок. У 2009 році недіюча лютеранська церква в Шамкірі (до якої приєднався Анненфельд), яка за радянських часів використовувалася як громадський центр, була відремонтована і перетворена на музей. Юніс Гаджієв, який народився в 1928 році в сім'ї азербайджанця і німкені, та його нащадки, як кажуть, є останньою сім'єю німецького походження, яка все ще проживає в Шамкірі станом на 2018 рік. Німецьке населення Гадабая виїхало до 1922 року після виснаження мідної промисловості. Лютеранська церква міста була зруйнована радянською владою у 1920-х роках.

#### Вірменія
Вже нечисленна порівняно з історичними німецькими громадами сусідніх Грузії та Азербайджану, німецька громада Вірменії, що залишилася, скоротилася після здобуття незалежності в 1991 році через економічні чинники. Багато німців країни емігрували до Німеччини. Останніми роками німецька громада тісно співпрацює з Німецьким освітньо-культурним центром Вірменії, допомагаючи організовувати німецькомовні школи та культурні заходи.

#### Туреччина
Останній німецький мешканець колонії Естонка (нинішнє село Каракайорен у турецькій провінції Карс) Фредерік Альбук помер у 1999 році в рідному селі, переживши свою дружину Ольгу Альбук російсько-естонського походження, яка померла там же в серпні 2011 року. Лютеранське кладовище на 150 могил, де вони поховані, є єдиним залишком присутності німецької громади на північному сході Туреччини.

## Подальше читання
- Voell, Stéphane (2018). Prologue to a restoration foretold: negotiating heritage in a former German village in Georgia. Caucasus Survey. 6 (2): 113—129. doi:10.1080/23761199.2017.1415855.
- M. Friedrich Schrenk: Geschichte der deutschen Kolonien. In: Geschichte der deutschen Kolonien in Transkaukasien. Tiflis 1869
- Paul Hoffmann: Die deutschen Kolonien in Transkaukasien. Berlin 1905
- Werner Krämer: Grünfeld, ein deutsches Dorf im Südkaukasus. o. O., o. J.
- Max Baumann, Peter Belart: Die Familie Horlacher von Umiken in Katharinenfeld (Georgien)
- Andreas Groß: Missionare und Kolonisten: Die Basler und die Hermannsburger Mission in Georgien am Beispiel der Kolonie Katharinenfeld; 1818—1870. Lit, Hamburg 1998, ISBN 3-8258-3728-9
- U. Hammel: Die Deutschen von Tiflis. In: Georgica. Bd. 20 (1997), pp 35–43
- Immanuel Walker: Fatma. Landsmannschaft der Deutschen aus Russland, Stuttgart, 1966 3. Edition
- Mammad Jafarli: Politischer Terror und Schicksale der aserbaidschanischen Deutschen. Baku 1999